# Złoty Krąg

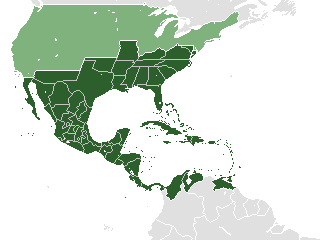
Mapa Złotego Kręgu

Złoty Krąg (ang. Golden Circle, hiszp. Circunferencia de Oro) – niezrealizowany projekt, który zakładał przyłączenie Meksyku, Ameryki Środkowej, Karaibów oraz północnej części Ameryki Południowej do Stanów Zjednoczonych w celu powiększenia liczby stanów niewolniczych oraz wzrostu potęgi posiadaczy niewolników z południowych stanów. Pomysłodawcami projektu byli Rycerze Złotego Koła – sekretna organizacja opowiadająca się za utrzymaniem w USA niewolnictwa. Powstała ona w 1854, a jej założycielem był urodzony w Wirginii, ale mieszkający w Cincinnati lekarz – George W. L. Bickley. Złoty Krąg wiązał się z koncepcją Boskiego Przeznaczenia, zakładającą panowanie USA nad całą Ameryką Północną. W hiszpańskich koloniach takich jak Kuba, Portoryko, a także w Cesarstwie Brazylii niewolnictwo w dalszym ciągu funkcjonowało i był to wspólny element łączący część Ameryki Łacińskiej z południem Stanów Zjednoczonych. Oryginalnie także tereny północnych stanów miały być włączone do projektu, ale sytuacja zmieniła się po nasileniu się abolicjonistycznej (antyniewolniczej) agitacji i wybuchu wojny secesyjnej. Robert Rhett, nazywany również "ojcem secesji", powiedział kilka dni po wybraniu na prezydenta Abrahama Lincolna: 

Rozwiniemy się gdy nasz wzrost i cywilizacja zażądają zwierzchnictwa nad Meksykiem, wyspami morza i nad dalekimi, południowymi tropikami, aż utworzymy wielką Konfederację Republik.